# Pettorano sul Gizio

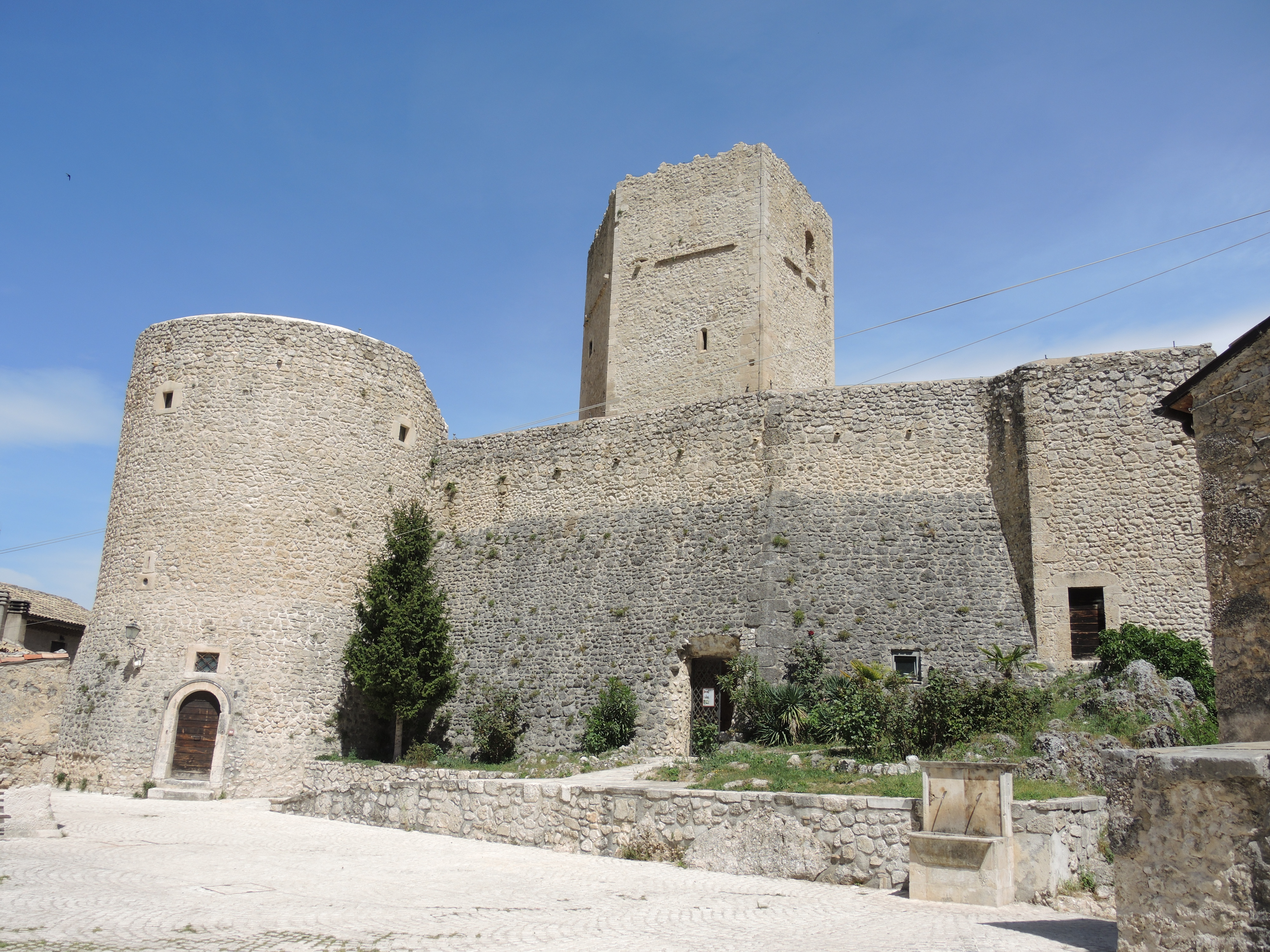
Castello Cantelmo

Pettorano sul Gizio ist eine italienische Gemeinde in der Provinz L’Aquila in den Abruzzen und ist Mitglied der Vereinigung I borghi più belli d’Italia (Die schönsten Orte Italiens). 
In Pettorano sul Gizio leben 1280 Einwohner (Stand am 31. Dezember 2023). Nachbargemeinden sind Cansano, Introdacqua, Pescocostanzo, Rocca Pia, Scanno und Sulmona.

## Weinbau
In der Gemeinde werden Reben der Sorte Montepulciano für den DOC - Wein Montepulciano d’Abruzzo angebaut.